# Mieczysław Burda
Mieczysław Burda (* 19. April 1916 in Krakau; † 29. April 1990 in Krynica-Zdrój) war ein polnischer Eishockeyspieler und -trainer.  

## Karriere
Mieczysław Burda begann seine Karriere als Eishockeyspieler bei KTH Krynica, für das er zunächst von 1932 bis 1937 aktiv war. Anschließend lief er in den Jahren 1938 und 1939 für Dąb Katowice auf, mit dem er in der Saison 1938/39 zum ersten Mal in seiner Laufbahn den polnischen Meistertitel gewann. Von 1947 bis 1948 spielte er erneut für KTH Krynica. In den Jahren 1948 und 1949 trat er für KS Cracovia an, mit dem er in der Saison 1948/49 ebenso Polnischer Meister wurde wie anschließend in der Saison 1949/50 mit seinem Stammverein KTH Krynica. Nach weiteren drei Jahren bei KTH Krynica beendete er 1953 seine aktive Karriere im Alter von 37 Jahren. 
Von 1953 bis 1955 sowie von 1958 bis 1961 war Burda als Cheftrainer der Eishockeyabteilung von Polonia Bydgoszcz tätig. 

### International
Für die polnische Eishockeynationalmannschaft nahm Burda an den Olympischen Winterspielen 1948 in St. Moritz teil. Zudem stand er im Aufgebot seines Landes bei den Weltmeisterschaften 1937, 1938 und 1939. Zwischen 1937 und 1948 absolvierte er insgesamt 33 Länderspiele für Polen, in denen er elf Tore erzielte.  

## Erfolge und Auszeichnungen
- 1939 Polnischer Meister mit Dąb Katowice
- 1949 Polnischer Meister mit KS Cracovia
- 1950 Polnischer Meister mit KTH Krynica